# Tina Bru
Tina Bru, född 18 april 1986 i Moss, är en norsk politiker inom Høyre och olje- och energiminister i Erna Solbergs regering från januari 2020 till oktober 2021. Hon har varit ledamot av Stortinget från Rogaland sedan 2013. Hon har varit andre vice ordförande för Stortingets energi- och miljökommitté.